# Галовец Зачретски
Галовец Зачретски је насељено место у саставу општине Свети Криж Зачретје у Крапинско-загорској жупанији, Хрватска. До територијалне реорганизације у Хрватској налазио се у саставу старе општине Забок.

## Становништво
На попису становништва 2011. године, Галовец Зачретски је имао 290 становника.

## Попис1991.
На попису становништва 1991. године, насељено место Галовец Зачретски је имало 323 становника, следећег националног састава:
| Попис 1991.‍ | Попис 1991.‍ | Попис 1991.‍ | Попис 1991.‍ | Попис 1991.‍ |
| ----------- | ----------- | ----------- | ----------- | ----------- |
|             |             |             |             |             |
| Хрвати      | Хрвати      |             | 322         | 99,69%      |
| непознато   | непознато   |             | 1           | 0,30%       |
| укупно: 323 |             |             |             |             |